# Midnight Music
Midnight Music – ballada rockowa zespołu The Runaways wydana jako singel z płyty Queens of Noise w 1977.

## Informacje
Utwór został napisany przez muzyka Stevena T. oraz producenta Runaways, Kima Fowleya specjalnie dla Cherie Currie. Utwór początkowo miał się nazywać Heavy Metal Music. Stylistyka utworu to bardziej power pop, niż typowy dla zespołu hard rock, jest to więc typowa stylistyka dla Cherie.

## Twórcy
- Cherie Currie – wokal
- Jackie Fox – gitara basowa
- Joan Jett – gitara rytmiczna
- Lita Ford – gitara prowadząca
- Sandy West – perkusja